# Rabbia (Samuel)
Rabbia è un singolo del cantautore italiano Samuel, pubblicato il 2 dicembre 2016 come secondo estratto dal primo album in studio Il codice della bellezza.

## Video musicale
Il videoclip pubblicato il 14 dicembre 2016 sul canale Vevo-YouTube del cantante, è stato girato a Venezia dal regista Cosimo Alemà, è un piano sequenza lungo 3 minuti e 45 che mostra il cantautore aggirarsi tra canali e calli, il video inizia con l'artista che manovra un barchino con a bordo una ragazza. Poco dopo si ferma e ne scende insieme a lei, per poi addentrarsi nella città lagunare.

## Formazione
- Samuel - voce, sintetizzatore
- Michele Canova Iorfida - sintetizzatore, sintetizzatore modulare, programmazione
- Alex Alessandroni Jr. - pianoforte, tastiera, basso synth